# Sándwich de atún

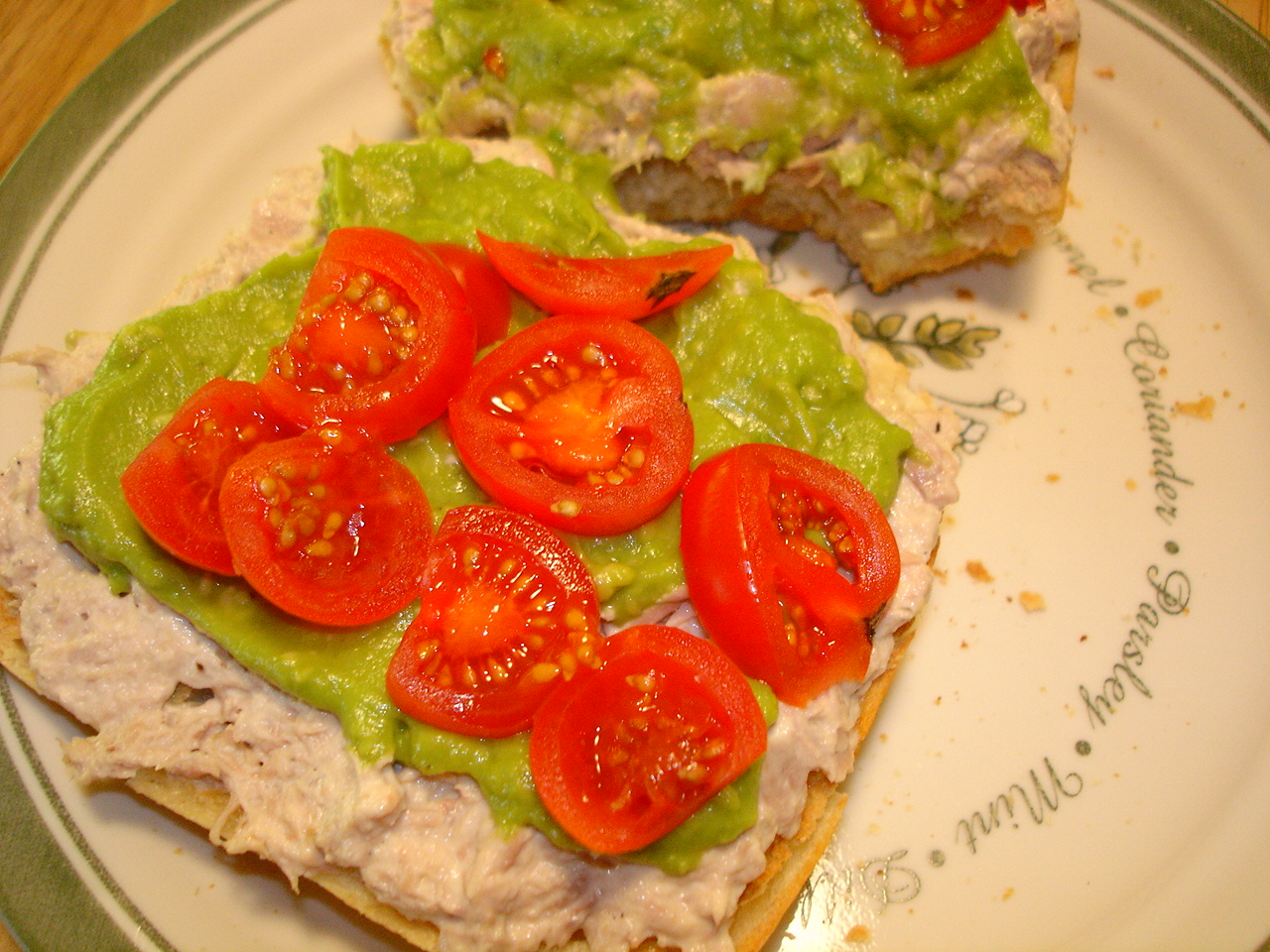
Un sándwich abierto de atún, con tomate y guacamole.

El sándwich de atún es un tipo de sándwich muy popular, que usualmente se realiza con atún de lata, mayonesa y vegetales. En algunas variantes se usa aceite de oliva en lugar de mayonesa. The New York Times lo denomina la «quintaesencia» de los sándwiches. El Daily Mail dice que es «la base de los acelerados almuerzos de oficina de toda una generación».

## Ingredientes y preparación
Un sándwich de atún tradicional se prepara usualmente con atún de lata, mayonesa y diversos verduras, como lechuga, tomate, pepinillos, cebolla, aceitunas negras y aguacate. Otras preparaciones usan en lugar de mayonesa, aceite de oliva, crema o vinagre. Existe una variante en la que se agrega al sándwich, rebanadas de tomate y queso americano, sobre un muffin inglés, se sirve con el queso fundido.

## Información nutricional

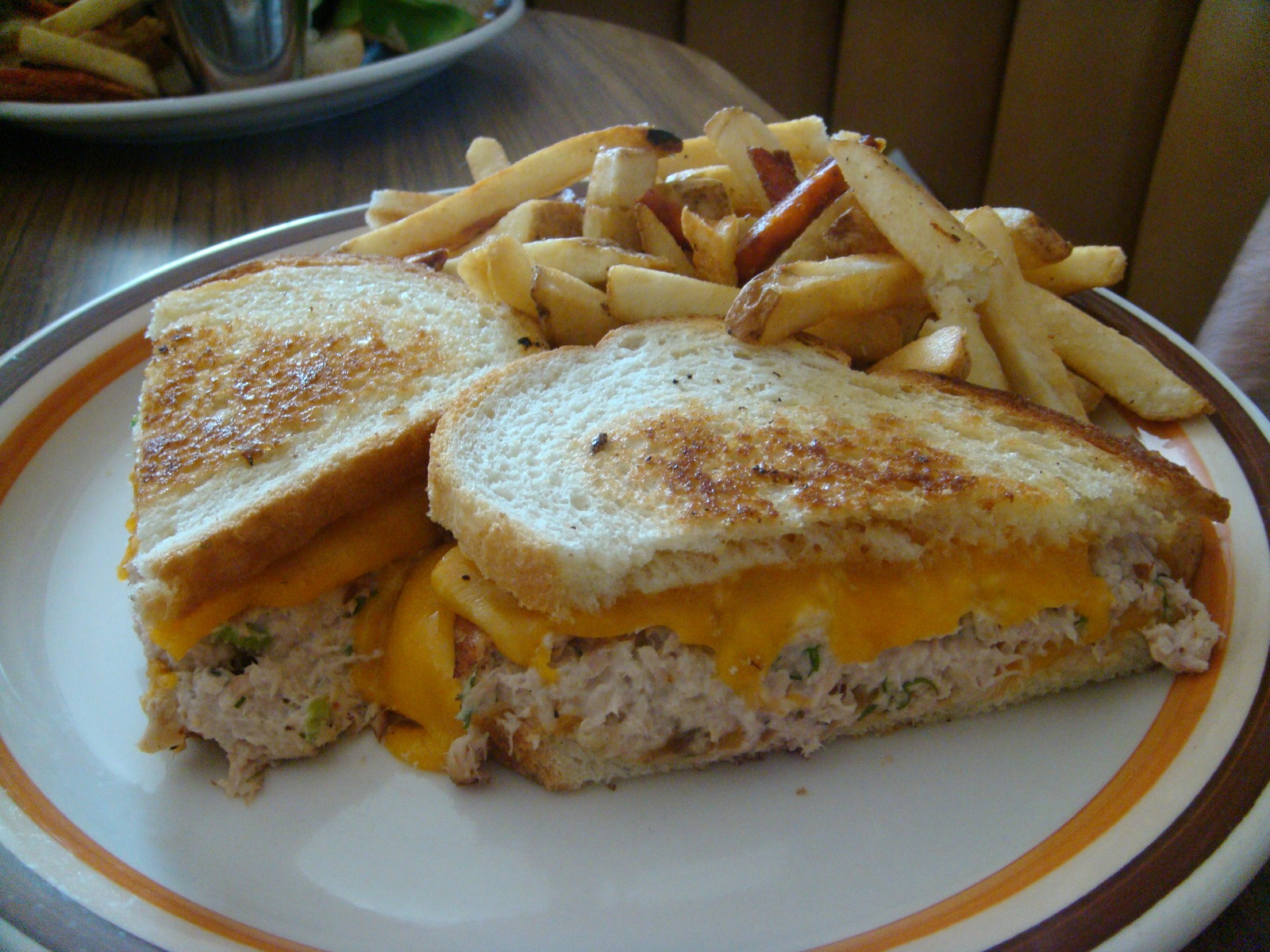
Sándwich de atún

El atún es un alimento relativamente alto en proteínas y con alto contenido de Omega-3. Un sándwich realizado con 100 gramos de atún y dos rebanadas de pan blanco tostado, contiene aproximadamente 287 calorías, 96 de las cuales son de grasa. Contiene además 20 gramos de proteínas y 27 gramos de carbohidratos.
Un sándwich de atún de preparación comercial tendrá más calorías sobre la base de su tamaño. Un Subway de atún de 15 cm y 250 g tiene 530 calorías, 280 provenientes de la grasa, alrededor de 1 g de sodio y 22 g de proteínas.